# Vaugines
Vaugines település Franciaországban, Vaucluse megyében. Lakosainak száma 556 fő (2022. január 1.). Vaugines Sivergues, Ansouis, Buoux, Cadenet, Cucuron és Lourmarin községekkel határos.

## Népesség
A település népessége az elmúlt években az alábbi módon változott:
| Lakosok száma | 518  | 566  | 586  | 568  | 563  | 558  | 553  | 557  | 556  |
|               | 2013 | 2015 | 2016 | 2017 | 2018 | 2019 | 2020 | 2021 | 2022 |